# Frank Walsh

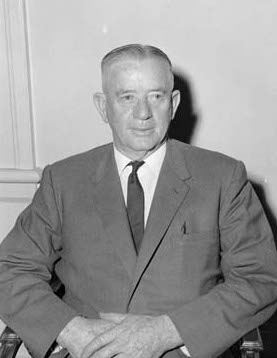
Frank Walsh (1963)

Francis „Frank“ Henry Walsh (* 6. Juli 1897 in O’Halloran Hill, South Australia; † 18. Mai 1968 in Adelaide, South Australia) war ein australischer Politiker der Australian Labor Party (ALP), der unter anderem zwischen 1965 und 1967 Premierminister von South Australia war. Er war seit 1941 Mitglied des South Australian House of Assembly und übernahm 1960 die Funktion als Oppositionsführer. Unter seiner Führung gewann die Labour Party die Wahlen im März 1965 und bildete die erste Labour-Regierung seit 1933. Die neue Regierung wurde von vielen Südaustraliern als frischer Wind nach einer so langen Zeit konservativer Herrschaft der Liberal and Country League angesehen.

## Leben

### Abgeordneter, Parteivorsitzender und Oppositionsführer
Francis „Frank“ Henry Walsh erlernte und praktizierte als junger Mann den Beruf des Steinmetz. Er war später Vorarbeiter der Eisenbahngesellschaft Tasmania Railways, engagierte sich in der Gewerkschaftsbewegung und wurde am 25. Oktober 1938 mit der Imperial Service Medal ausgezeichnet. Am 29. März 1941 wurde er für die Australian Labor Party als Nachfolger des Parteilosen George Illingworth im Wahlkreis Goodwood erstmals zum Mitglied der South Australian House of Assembly gewählt, des Unterhauses des Parlaments von South Australia, und vertrat diesen Wahlkreis bis zu dessen Auflösung am 2. März 1956. Unter dem Parteivorsitzenden Mick O’Halloran wurde er als dessen Nachfolger am 27. Oktober 1949 stellvertretender Vorsitzender der South Australian Labor Party und behielt diese Funktion bis zum 5. Oktober 1960, woraufhin Cyril Hutchens seine Nachfolge antrat. Er wurde am 3. März 1956 Mitglied der South Australian House of Assembly für den neu geschaffenen Wahlkreis Edwardstown und vertrat diesen bis zum am 1. März 1968, woraufhin sein Parteifreund Geoff Virgo diesen Wahlkreis übernahm. Er bekleidete zudem von 1957 bis 1960 als Erster die Funktion als stellvertretender Oppositionsführer im House of Assembly. Nach dem Tode von Mick O’Halloran am 22. September 1960 wurde er schließlich am 5. Oktober 1960 selbst Vorsitzender der South Australian Labor Party und bekleidete diese Funktion bis zum 1. Juni 1967, woraufhin Don Dunstan ihn ablöste. Zugleich war er zwischen dem 5. Oktober 1960 und dem 6. März 1965 auch Oppositionsführer in der Legislativversammlung.

### Premierminister von South Australia
Unter der Führung von Frank Walsh gewann die Labour Party die Wahlen am 6. März 1965, woraufhin er am 10. März 1965 als Premierminister von South Australia die erste Labour-Regierung seit 1933 bildete. Sie löste die seit dem 5. November 1938 amtierende Regierung von Premier Thomas Playford IV von der Liberal and Country League (LCL) ab. In seiner Regierung fungierte er zugleich vom 10. März 1965 bis zum 1. Juni 1967 als Schatzminister (Treasurer), Einwanderungsminister (Minister of Immigration) und zwischen dem 18. März 1965 und dem 1. Juni 1967 auch als Wohnungsbauminister (Minister of Housing).
Die neue Regierung wurde von vielen Südaustraliern als frischer Wind nach einer so langen Zeit konservativer Herrschaft angesehen. Zu den wichtigen Gesetzen, die während Walshs Amtszeit verabschiedet wurden, gehörten des Sozialhilfegesetz (Social Welfare Act) und das Landtreuhandgesetz für die Aborigines (Aboriginal Lands Trust Act). Die Walsh-Regierung erhöhte auch die Ausgaben in Bereichen wie Bildung. Das Regierungsprogramm wurde jedoch regelmäßig von der konservativen Mehrheit im South Australian Legislative Council, dem Oberhaus des Parlaments, vereitelt. Ein Großteil der reformistischen Energie dieser Zeit ging vermutlich von Don Dunstan aus, der die wichtigen Ministerposten des Generalstaatsanwalts, des Ministers für Aborigines-Angelegenheiten und des Ministers für soziale Wohlfahrt innehatte. Tatsächlich waren viele innerhalb der Partei der Meinung, dass Dunstan im Vorfeld der Wahlen von 1968 ein besserer Anführer sein würde als der alternde Walsh. Die weit verbreitete Unzufriedenheit mit Walshs Führung und die Befürchtung, dass seine politischen Fähigkeiten nicht mit denen des neu gewählten (und viel jüngeren) Oppositionsführers Steele Hall von der Liberal and Country League mithalten könnten, führten dazu, dass Walsh Mitte 1967 widerstrebend zurücktrat. Dunstan wurde zum Vorsitzenden der Labour Party (und damit zum Premierminister) gewählt. Walsh übernahm vom 1. Juni 1967 bis zum 26. März 1968 im Kabinett Dunstan den Posten als Minister für soziale Wohlfahrt (Minister of Social Welfare), trat aber bei den Wahlen am 2. März 1968 nicht mehr an, bei denen Dunstan und Labour knapp gegen die Liberale Partei verloren. Der neue Premier Hall ernannte Walsh zum Mitglied der Staatlichen Forstwirtschaftsbehörde (State Forestry Board), jedoch verstarb er unerwartet kurz darauf am 18. Mai 1968.
Ihm zu Ehren wurde der Wahlkreis Walsh benannt, der zwischen 1985 und 1993 in der South Australian Legislative Assembly bestand.

## Hintergrundliteratur
- N. Blewett, D. Jaensch: Playford to Dunstan, Melbourne, 1971
- A. Parkin, J. Warhurst (Herausgeber): Machine Politics in the Australian Labor Party, Sydney, 1983
- Parliament of South Australia: Statistical Record of the Legislature 1836–2007 (Memento vom 11. März 2019 im Internet Archive)
- Robert Martin: Responsible Government in South Australia, Band 2, Wakefield Press, 2009, ISBN 978-1-8625-4-8442, S. 83 f. (Onlineversion (Auszug))